# País de Nunca Jamás
El país de Nunca Jamás (del término inglés Neverland) es una isla ficticia descrita en la novela fantástica del escritor escocés J. M. Barrie, Peter Pan.
Nunca Jamás es una lejana y exótica isla donde los niños no crecen y viven sin ninguna regla ni responsabilidad, pasando así la mayor parte del tiempo divirtiéndose y viviendo aventuras. Estos se hacen llamar los Niños Perdidos y son liderados por Peter Pan y su hada Campanilla. La población de dicha isla agrupa también a temibles piratas, indios, sirenas, hadas, y demás criaturas que habitan en las selvas y aguas profundas.
De acuerdo con la leyenda, si alguien desea llegar a Nunca Jamás deberá volar hasta lo más alto del cielo y girar en la segunda estrella a la derecha, volando hasta el amanecer.

## Cosmología

### Características generales
Es un mundo mágico que existe dentro de una estrella donde los niños no alcanzan la edad adulta, solo el capitán Garfio y su tripulación la tendrán. Aunque no está confirmado, se dice que si uno viaja al País de Nunca Jamás y pasa una larga temporada le es difícil volver a su antigua vida y recordar su pasado.

### Habitantes
- Hadas. Son los seres más importantes y místicos del País de Nunca Jamás. Son tanto hombres como mujeres. Su naturaleza les permite producir polvo de hadas, un material que contiene magia y gracias al cual todos los personajes de la historia de Peter Pan podrán volar. Son aliadas de los Niños Perdidos a quienes protegen de los piratas y demás peligros. El hada protagonista de la película es Tinker Bell (Campanilla) fiel amiga y compañera de Peter Pan. La franquicia Disney Fairies Peter Pan ha recopilado información sobre las características esenciales de la mitología de las hadas de Barrie. Estas viven en el corazón de Nunca Jamás conocido como Pixie Hollow. Las hadas nacen tras la primera risa de un bebé y se convierten en diente de león para llegar a ser finalmente hadas de Pixie Hollow. Campanilla nace de la risa de la bisabuela de Wendy y será un hada artesana. Hay varios tipos de hada: hada artesana, hada de las flores, hada animal, hada acuática, hada de la luz, hada del vuelo veloz, hada del polvo mágico, hada reina, hada de la primavera, hada del verano, hada del invierno, hada del otoño y hada de la nieve y la escarcha.
- Aves. En la novela y en la obra, las aves sirven de entretenimiento, instrucción y orientación a los aviadores durante el vuelo desde la realidad hasta Nunca Jamás. El pájaro llamado Nunca es el más destacado de todas las aves que aparecen en la novela.
- Niños perdidos. Son una tribu de muchachos formada por aquellos bebés que se cayeron del cochecito mientras la niñera no estaba mirando y que fueron recogidos por las hadas y Peter Pan al no ser reclamados por ningún ser humano. No hay niñas perdidas porque, según Peter Pan, las niñas son demasiado inteligentes para caerse del carrito y perderse de esa forma; aunque Barrie escribió sobre una única niña perdida llamada Celia, abandonada en las calles de Londres, y más tarde llevada al país de Nunca Jamás. Los Niños Perdidos son siete: Lelo, Semillas, Ligeramente, Curly, Celia y los Mellizos. Habitan junto con Peter Pan y Campanilla en el Árbol del Ahorcado y se visten con pieles de animales y materia vegetal que encuentran en la selva. A pesar de ser niños pequeños, tienen un gran manejo de las armas, oponiendo resistencia a cualquier enemigo que decida hacerles frente.
- Piratas. Son los principales antagonistas de la obra. Tripulan el Jolly Roger, un gran navío pirata anclado en la costa de Nunca Jamás. Su única finalidad es la de robar y saquear cualquier barco o mercancía que encuentren, así como desenterrar y descubrir tesoros de islas remotas. Son liderados por el capitán James Garfio, principal objeto de burlas y humillaciones de Peter Pan, después de que le cortara la mano derecha y se la echase de comer a un cocodrilo gigante. Desde ese momento Garfio está obsesionado con encontrar el escondite de Peter Pan para asesinarlo, olvidándose así de las principales actividades de la piratería. Garfio tiene fobia al sonido de los relojes, ya que cuando perdió la mano el cocodrilo se tragó también su reloj y desde entonces la bestia persigue al capitán para devorarlo.
- Indios. En Nunca Jamás hay una tribu de wigwam formada por nativos norteamericanos que viven en la isla. Tienen un imponente jefe cuya hija, la princesa Tigrilla, está enamorada de Peter Pan. Son conocidos por sus mortales enfrentamientos con el capitán Garfio y sus piratas, pero su relación con Peter Pan y los Niños Perdidos es buena. No está claro como han llegado a la isla a pesar de que parecen conocerla mejor que nadie.
- Sirenas. En la laguna viven las sirenas y tritones. Son ásperas y malévolas con los habitantes de la isla excepto con Peter Pan de quien parecen disfrutar su compañía cuando toca su flauta de Pan. En particular muestran gran aversión hacia Wendy por ser el interés especial de Peter, quien a pesar de encontrarlas ofensivas e irritantes está asombrada por su belleza. Son hedonistas, frívolas y arrogantes, les gusta cantar, jugar y tomar el sol sobre la Roca de los Abandonados. Viven en las cuevas de coral bajo las olas, donde se retiran al amanecer, cuando sube la marea o cuando hay tormenta.
- Reino animal. Muchos animales viven en el territorio de Nunca Jamás como osos, flamencos, lobos, ciervos, zorros o cocodrilos. En las películas de Disney Fairies aparecen más animales, sobre todo especies del bosque como ardillas, conejos, ratones, murciélagos, artrópodos, palomas, búhos, linces, comadrejas, etc. Algunos de estos animales están domesticados por las hadas y se utilizan como transporte o como fuerza de trabajo.

### Lugares de interés
- Árbol del Ahorcado. Es el lugar donde viven en secreto Peter Pan y los Niños Perdidos para evitar que Garfio los descubra. Tiene varias trampillas y entradas secretas.
- Laguna de las Sirenas. Es el hogar de las sirenas. Peter Pan visita este lugar a menudo y se percibe cómo las sirenas disfrutan de su compañía escuchando sus aventuras.
- Roca de la calavera. Es una enorme formación rocosa en forma de cráneo situada a la orilla del mar. El Capitán Garfio y su ayudante traen a la princesa india a este lugar para interrogarla.
- Campo indio. Aquí es donde residen la princesa Tiger Lily y su tribu en numerosos tipis.
- La cala del cocodrilo. Es el hábitat del cocodrilo que le comió la mano derecha al Capitán Garfio, quien echa a temblar nada más mencionarle este lugar. Se dice que aquí se esconde un gran tesoro.
- Peg Leg Point. Sólo se menciona cuando Campanilla da instrucciones sobre el escondite de Peter Pan.
- Gallina ciega. También es mencionado solo durante las instrucciones de Campanilla.
- Bahía del caníbal. Está habitada por los caníbales nativos de la selva. Mencionada por el Capitán Garfio cuando explica que allí buscó el escondite de Peter y los niños perdidos. Además es una zona del País de Nunca Jamás, en la que el Capitán Garfio tiene el Jolly Roger. Está justo al lado del Río del Cocodrilo.
- Roca de los Abandonados. Solo es mencionada cuando Peter explica a las sirenas cómo se cortó la mano el Capitán Garfio.
- La Cueva del Hombre Muerto. Allí, Peter Pan  esconde el tesoro del Hook. Solo aparece en Back to Never Land.
- Pixie Hollow. Es el reino de las Hadas de Never Land. Todas las nuevas hadas nacen allí y es donde descubren sus talentos y habilidades innatas. Campanilla también nació allí mucho antes de conocer a Peter y a los niños perdidos. Este lugar es mencionado en la serie de películas Disney Fairies.
- La Isla Pirata. Se encuentra frente a las costas de Nunca Jamás y allí viven los piratas Jake, Izzy, Cubby y Skully.
- Jungla de Nunca Jamás. Es un espeso bosque lleno de palmeras y monos.
- Bosque Tiki. Es un bosque cuyos árboles tienen caras tiki y son capaces de hablar.

## Adaptaciones
La historia creada por J. M. Barrie en 1904 sobre un niño que no quería crecer, es probablemente el paradigma de aquellas historias que conectan con los deseos más profundos de la niñez.  Se han realizado numerosas adaptaciones de la historia, por medio de secuelas y precuelas en donde se continuaron las aventuras ficticias en El País de Nunca Jamás. 

### Cine
En 1924 Paramount Pictures lanzó una película muda, que se convirtió en la primera adaptación cinematográfica de la obra de J.M. Barrie. Fue dirigida por Herbert Brenon y fue protagonizada por Betty Bronson como Peter Pan, Ernest Torrence como el Capitán Garfio, Mary Brian como Wendy, y Virginia Browne Faire como Campanilla.
En el año 1953, la compañía Walt Disney realizó la primera película animada, Peter Pan, y un año después, en 1954, se estrenó en Broadway un musical basado en las novelas literarias de Barrie. Debido a su éxito fue retomado en 1979, escenificándose por última vez en 1998, y existe una versión televisiva de la última presentación en 2000.
En el año 2002, Disney estrenó Return to Never Land, una secuela de su película de 1953. Esta secuela está ambientada durante el bombardeo de Londres en 1940 y 1941 llevado a cabo por Alemania durante la Segunda Guerra Mundial y concuerda con el hecho que los niños se veían obligados a crecer demasiado rápido.
En 2004 se estrenó Finding Neverland, dirigía por Marc Forster. Trata una historia basada en la vida de James Barrie. Está ambientada en Londres, en 1904, muestra el proceso que se dio desde que a Barrie se le ocurrió la idea hasta el estreno de la obra en el teatro Duke de Nueva York.
En 1991 se estrena Hook, película dirigida por Steven Spielberg que trata de una continuación de la obra Peter Pan.
En el año 1980 Petula Clark protagonizó Never Never Land como una mujer cuyo sobrino, cautivado por el cuento de Barrie, huye y se refugia con un grupo de «niños perdidos» ocupando una casa abandonada en Londres.

#### Otras
- Pan (Viaje a nunca jamás) (2015)
- Peter Pan (2015) (TV Movie)
- Peter Pan Live! (2014) (TV Special)
- Peter Pan: La gran aventura (2003)

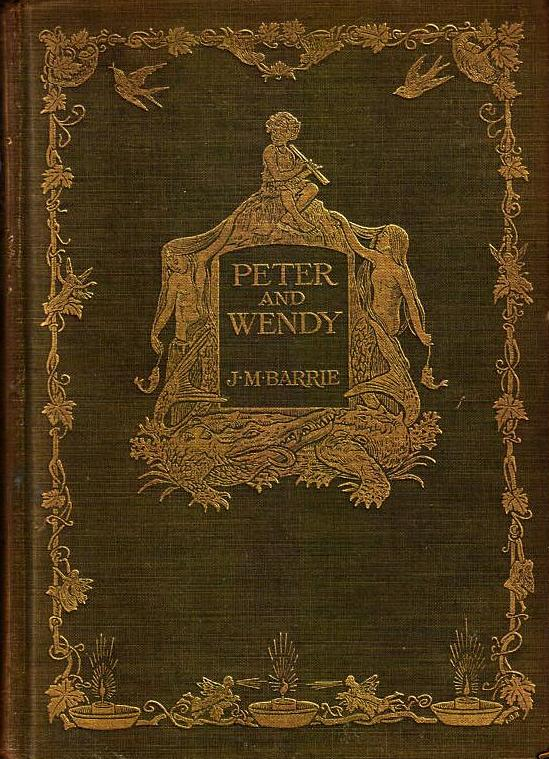
Peter and Wendy. J.M. Barrie

- Peter Pan (2000) (TV Special)
- Peter Pan (1988) (Video)
- Peter Pan (1976) (TV Movie)
- Peter Pan (1960) (TV Special)

### Manga
El exitoso manga "The Promised Neverland" (Guion: Kaiu Shirai; Arte: Demizu Posuka) comenzó a serializarse en la revista Weekly Shounen Jump el primero de agosto de 2016.  Desde entonces ha cosechado gran cantidad de fanes alrededor del mundo publicándose en Japón y Estados Unidos, con próximas ediciones en Francia, Italia y España.
La historia gira en torno a un grupo de niños huérfanos, centrándose en Emma, Norman y Ray, quienes viven pacíficamente en una casa de campo que es un orfanato, liderado por una mujer a quien llaman "Mamá".  Los niños tienen extremadamente prohibido cruzar la puerta que los conecta al mundo exterior, a la vez que se encuentran rodeados por un extenso muro que les impide salir. En éste contexto, una noche, por ciertas circunstancias los niños se acercan a la puerta y descubren el oscuro secreto que esconde el orfanato. Desde allí comienza su lucha y aventura para poder encontrar la libertad y salvarse de su destino.

### Literatura
En el año 2004 una compañía subsidiaria de Disney (Hyperion Books) publicó el libro Peter y los cazadores de estrellas, hecho por el humorista Dave Barry y el escritor de suspense Ridley Pearson. Es una precuela no oficial de la historia de Peter y Wendy, ambientada en un barco llamado «Nunca Jamás».
'Peter Pan de Rojo Escarlata'. Es una secuela donde los niños perdidos y Wendy han crecido y se olvidan de cómo volar. Sin embargo, comienzan a soñar con el país de Nunca Jamás y objetos pertenecientes a los piratas comienzan a aparecer en sus casas, por lo cual comprender que es tiempo de volver.
Kensington Gardens, es un libro que, en un principio, fue colocado en internet. Es una de las secuelas no oficiales más extrañas de todas. La narradora, Gwen, relata sus experiencias de adolescencia en las calles londinenses en los años 1976 y 77, en plena efervescencia del movimiento punk, cuando se hizo miembro de Los Niños Perdidos, también conocidos como Los Hijos de Margaret Tatcher, una banda juvenil dirigida por Peter que se dedicaba al tráfico de marihuana y anfetaminas, en competencia con la banda de un gánster del Soho que atiende por el sobrenombre de El Capitán.
Pilar Nasarre escribe su tercera novela, El 'país de Nunca Jamás (Seix Barral, 1993), una metáfora de la vida expresada a través de las figuras de un psiquiatra y de su antagonista-paciente, Clara. "La autora muestra su combate contra la realidad y su fuga hacia la esperanza... Abunda la introspección, el dolor de vivir y el reguero sutil, lento, ardiente de la palabra poética" (Antón Castro, Veneno en la boca). "Pilar Nasarre se consolida como una de nuestras mejores autoras (Miguel Dalmau, La Vanguardia); "una novela que no tiene desperdicio" (Ajoblanco).
En Bubok se publicaron las novelas Tiger Lily. El origen y Tiger Lily. El regreso, de Elena Moreno Moreno. Se trata de una bilogía spin off de la historia de Peter Pan y se centra en el personaje de Tigridia, la princesa india. En el primer libro se desvela el origen del País de Nunca Jamás y de las distintas amistades y enemistades entre sus habitantes, al tiempo que transcurren los años y van apareciendo los Darling y sus descendientes. En el segundo libro, tras los acontecimientos sucedidos en Hook (película de Steven Spielberg), Tigridia y Jack Banning, el hijo de Peter Pan, se ven obligados a colaborar juntos para acabar con la tiranía del capitán Garfio, quien se ha aliado con Tse-Tse, una sirena bruja y vidente.

### Series
Neverland. Es una serie de fantasía que salió al aire en la Syfy (Estados Unidos), el 4 y 5 de diciembre de 2011. Está escrita y dirigida por Nick Willing. Es una precuela del clásico de James Barrie. En Londres, Peter es un huérfano callejero que sobrevive robando carteras. Su mentor, el astuto James Garfio, intenta reunir a todos los rateros para conseguir un tesoro mágico que puede transportarlos a Nunca Jamás, un mundo de junglas y misterios, donde la peligrosa capitana pirata Elizabeth Bonny y el jefe sagrado de los indios están en guerra por un legendario secreto. Peter y Garfio tienen ante sí un dilema: crecer en el mundo real o salvar el país de Nunca Jamás.
En la serie estadounidense de la cadena ABC, Once Upon a Time, el País de Nunca Jamás es uno de los reinos que aparecen en la serie. Hace su primera aparición en el cuarto capítulo de la segunda temporada. Aparece el actor Colin O'Donoghue interpretando al Capitán Killian Garfio Jones. En los capítulos 21 y 22 se da a conocer la historia de Nunca Jamás, donde salen por primera vez los niños perdidos, Wendy Darling, su familia y la sombra de Pan. Posteriormente, en la tercera temporada hace su aparición Peter Pan, interpretado por el actor Robbie Kay. 
En la serie infantil de Disney de dibujos animados "Jake y los Piratas de Nunca Jamás" muestra a Jake y su tripulación con el capitán Garfio.
En 1989 aparece el anime Peter Pan No Bouken producido por Nippon Animation y formó parte del World Masterpiece Theater o Meisaku de Nippon Animation.

### Documentales
- Never a Neverland.' Es un documental del 2010. Esto no es un cuento de hadas. Este reino es Suazilandia, la última monarquía absoluta restante de África. Cuenta con la más alta tasa de VIH / sida en el mundo, dejando un tercio de su población huérfanos o vulnerables. Sin la intervención radical a esta enfermedad prevenible, no habrá ningún adulto en Suazilandia para el año 2030. Este nunca jamás documenta la realidad de un reino en movimiento hacia la extinción y la esperanza de un pueblo de trabajo para asegurarse de que Suazilandia nunca se convierte en un 'Neverland'.
- Neverland: Where It All Began. Es un documental del 2011 en el que se conoce a los creadores y los personajes de Neverland, una película que prepara el escenario para una de las historias más queridas de todos los tiempos sobre el niño que nunca creció.
- En el País de Nunca Jamás. Es un documental dirigido por Luis R. Vera.

### Videojuegos
- Volver a Nunca Jamás es un videojuego basado en la película del mismo nombre, sin embargo, algunos niveles se basan sobre todo fuera de la original de 1953 la película Peter Pan. El juego fue lanzado el 21 de mayo de 2002.
- Peter Pan: Aventuras en el País de Nunca Jamás es un videojuego de PlayStation 2, basado en Peter Pan, publicado el 14 de febrero de 2003 .
- Kingdom Hearts es una serie de juegos de acción de rol desarrollado y publicado por Square Enix (antes Plaza). Es el resultado de una colaboración entre Square Enix y Disney Interactive Studios y está bajo la dirección de Tetsuya Nomura , un viejo Square diseñador de personajes. Kingdom Hearts es un crossover de diversos Disney ajustes basados en un universo hecho específicamente para la serie.
- Kinect Disneyland juego basado lanzado en la Xbox 360 de Microsoft y su periférico Kinect. Está situado en una recreación virtual del Disneyland parque temático, con minijuegos inspirados en algunas de las principales atracciones del parque.

## Más información
En 1990, en el primer disco de la mexicana Thalía como cantante solista, el último tema hace alusión a la fantástica tierra de Nunca Jamás.
También existen atracciones y parques de atracciones ambientadas en el País de Nunca Jamás como: Peter Pan’s Flight, que es un paseo oscuro suspendido en los parques temáticos Disneyland , Magic Kingdom, Tokyo Disneyland, Disneyland París y Shanghai Disneyland. Está situado en Fantasyland, uno de los pocos lugares que quedan de esta operativa desde el día de apertura de Disneylandia en 1955. Su historia, la música, la puesta en escena y las ilustraciones están basadas en la historia de JM Barrie.
El nombre del país de nunca jamás ha sido utilizado para dar título a películas, libros incluso cortometrajes como el realizado por un realizador aragonés, Jesús Salvo, que presenta su segundo cortometraje, El país de nunca jamás, protagonizado por Eva Isanta y Andrea Dueso. El país de nunca jamás cuenta la historia de un bebé que llora desconsoladamente en medio de una calle abarrotada. Gente, conversaciones, prisas…todos ignoran el problema. ¿Qué hace un bebé solo en la calle? ¿Por qué nadie le ayuda? Sonia, una joven e inocente chica, acude en su ayuda cuando una misteriosa mujer aparece reclamándolo como suyo. Sonia le da el bebé, sin saber que lo que acaba de hacer desembocará en un terrible secuestro.